# Real Club Marítimo de Santander
El Real Club Marítimo de Santander (RCMS) es un club náutico situado en Santander (Cantabria, España). Es uno de los clubes más importantes de España, junto con el resto de miembros de la Asociación Española de Clubes Náuticos (AECN), a la que pertenece. Su sede fue proyectada por el arquitecto Gonzalo Bringas.

## Historia
El RCMS fue fundado el 13 de octubre de 1927, convirtiéndose en el segundo club náutico de la ciudad, siendo una escisión del Real Club de Regatas de Santander, que había sido fundado en 1870. El apoyo de su presidente de honor, el Rey Alfonso XIII, que participó en la actividad social y deportiva del club durante sus veraneos en el Mar Cantábrico, dieron un fuerte impulso a la institución, que rápidamente se convirtió en el referente náutico de Santander.

## Instalaciones
El RCMS cuenta con una sede social levantada sobre pilotes de hormigón armado junto al espigón de Puertochico, al que le une una pequeña pasarela. El local original, situado en el mismo lugar, fue saqueado e incendiado en 1932. Incluye salones sociales, oficinas, archivo, comedores, pañoles y vestuarios.
En la dársena adyacente de Puertochico, el club gestiona 225 amarres, y en el espigón dispone de 900 m² para embarcaciones de vela ligera. También posee instalaciones para su escuela de vela.

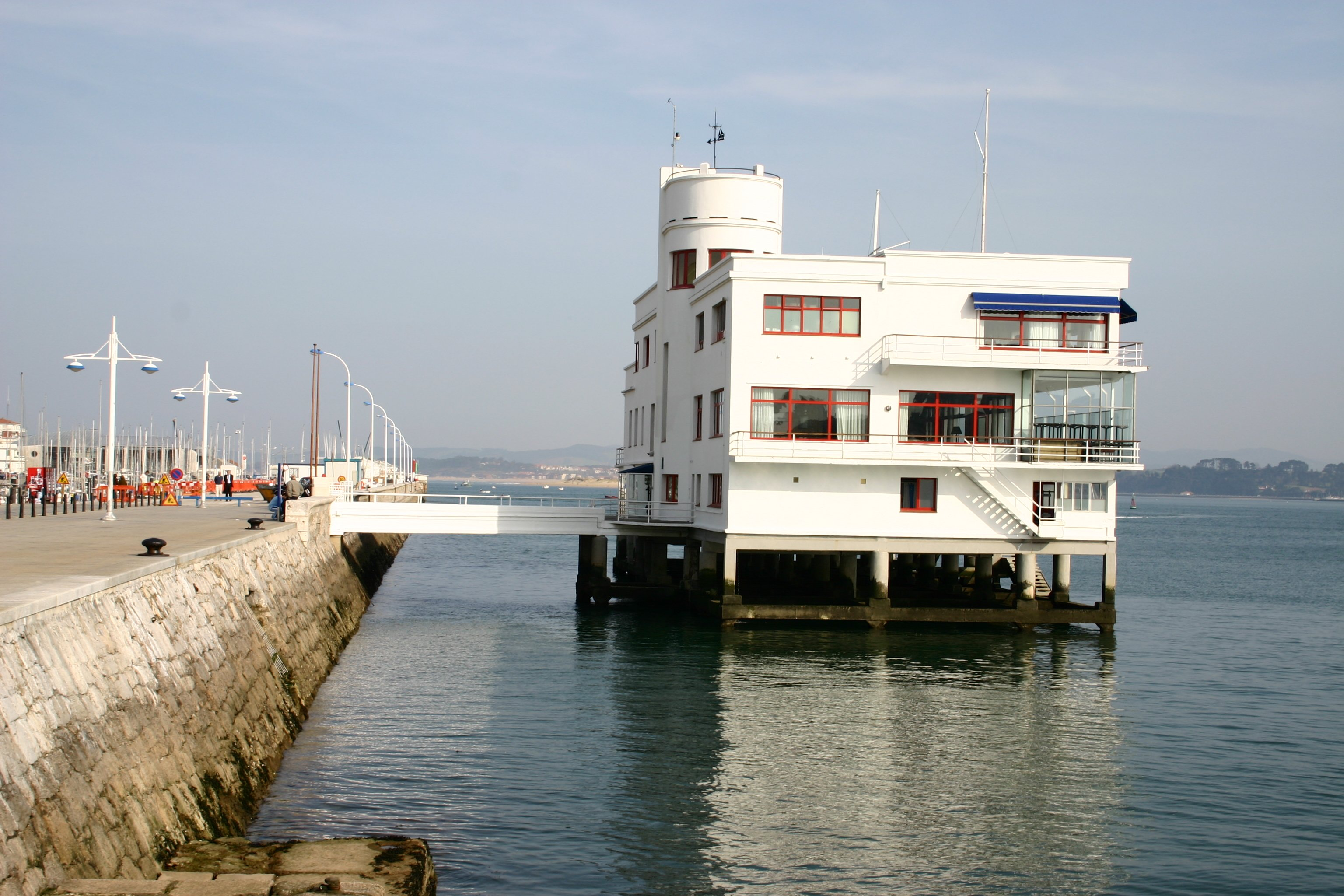
Sede del RCMS.

## Actividad deportiva
En 1928 el RCMS organizó la gran regata internacional Nueva York - Santander, lo que constituyó el inicio de una gran actividad deportiva en el club. Superadas las dificultades generadas por la guerra civil española y la Segunda Guerra Mundial, se organizó la regata Brixham (Devon) - Santander en 1948, y nuevamente la Nueva York - Santander en 1957. 
Las embarcaciones más populares entre los socios del Marítimo tras las guerras pasaron a ser las de las clases Star y Snipe, de donde salieron los regatistas más laureados del club, los medallistas olímpicos Antonio Gorostegui (Montreal 1976) y Alejandro Abascal (Moscú 1980), José María Torcida, reciente campeón del mundo de la clase J/80 y los hermanos Javier y Santiago López-Vázquez.
Actualmente, la mayor actividad corresponde a las clases Snipe, Láser, Vaurien, y Optimist, en vela ligera. En cuanto a la Vela de crucero, cuentan con una nueva flota que consta de cerca de 40 embarcaciones de la nueva clase J/80, además de una importante flota de First Class 8.

## Deportistas
Sus 14 regatistas olímpicos han competido en 13 Juegos Olímpicos de Verano:
José Alberto Ocejo Carrión (Roma 1960, Star), Toño Gorostegui (Montreal 1976, 470; Moscú 1980, Star; Los Ángeles 1984, Star; Seúl 1988, Soling), Jan Abascal (Montreal 1976, Flying Dutchmam; Moscú 1980, Flying Dutchmam; Los Ángeles 1984, Flying Dutchmam), José Francisco García de Soto (Montreal 1976, suplente; Seúl 1988, Tornado), Luís López Alonso Escalante (Seúl 1988, Tornado), Jaime Piris Turner (Barcelona 1992, Star), Santiago López-Vázquez (Sídney 2000, 49er), Javier de la Plaza Zubizarreta (Sídney 2000, 49er), Pablo Arrarte (Atenas 2004, Star), Fernando Echávarri (Pekín 2008, Tornado;Río de Janeiro 2016, Nacra 17), Iker Martínez (Pekín 2008, 49er; Londres 2012, 49er), Xabier Fernández (Pekín 2008, 49er; Londres 2012), Berta Betanzos (Londres 2012, 470 femenino) y Diego Botín (Río de Janeiro 2016, 49er; Tokio 2020, 49er; París 2024, 49er).                   
y 5 de ellos han sido medallistas:
- Oro
  - Flying Dutchman en Moscú 1980 (Jan Abascal)
  - Tornado en Pekín 2008 (Fernando Echávarri)
  - 49er en París 2024 (Diego Botín)
- Plata
  - 470 en Montreal 1976 (Toño Gorostegui)
  - 49er en Pekín 2008 (Iker Martínez y Xabier Fernández)